# Myonycteris torquata
Myonycteris torquata (також відомий як англ. Little collared fruit bat) — вид рукокрилих родини Криланових, досить поширений у Західній Африці та Центральній Африці.

## Поширення та екологія
Це низовинний вид, що мешкає до 800 м над рівнем моря. Цей вид, як правило, пов'язаний із низинними вологими тропічними лісами (як первинними, так і вторинними), але також трапляється в мозаїці з лісів та луків. Лаштує сідала поодинці або невеликими групами.
Відомо, що популяції цього виду, які мешкають у Кот-д'Івуарі, є резервуаром Tai Forest ebolavirus — одного з видів вірусу Ебола, який спричинює у людей відповідну гарячку